# Ормон-хан
Ормо‌н-хан (кирг. Ормон-хан), при жизни по-русски именовался как Урма‌н Ниязбе‌ков или Урма‌н Ния‌зов (кирг. Ормон Ниязбек уулу; 1792—1854) — кыргызский государственный, политический и военный деятель, хан Каракыргызского ханства (1842—1854). Автор свода законодательных декретов, известного в народе под названием «Ормон окуу» («Учение Ормона»).

## Начало пути

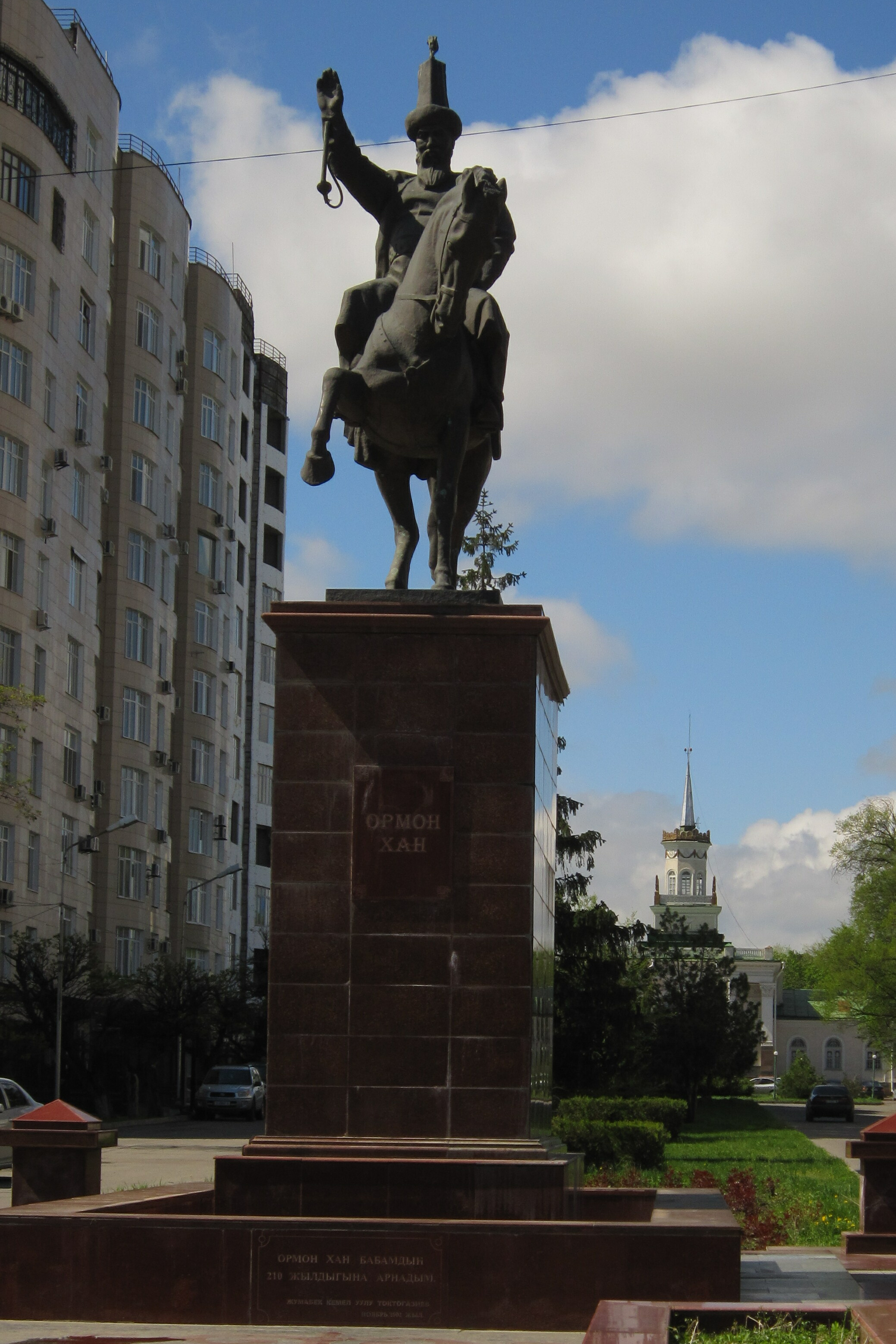
Памятник Ормон-хана в г. Бишкек

В начале XIX века юный Ормон в ходе междоусобных столкновений феодальной знати родов сарыбагыш и саяк попал в плен к саякскому манапу Медету, в плену у которого он пробыл около 6 месяцев, из которого в конечном счёте он сбежал. Во второй четверти XIX века становится верховным манапом племени сарыбагыш, установив союзнические отношения с саякскими родами Курманкожо и Кулжыгач, которые нуждались в защите от набегов бугинцев, он откочевывает с частью своих поданных из Чуйской долины в Кочкорскую. Через некоторое время его власть распространяется на Нарын, Джумгал, Кочкор и Атбаши. Ормону удалось прекратить регулярные набеги со стороны бугинцев, подчинив их своей власти. Помимо этого, им был разбит и пленён видный бугинский военачальник Балбай-батыр, который совершил набеги на айылы Ормон-хана.

## Восхождение к власти
Личность хана Ормона возвысилась на переломе эпох. В возрасте 30 лет он активно включился в управление сарыбагышами. Его природный ум и дар правителя были оценены многими племенами, слава о нём распространилась за пределы киргизских земель. В XIX веке в Средней Азии происходил постоянный передел границ. Прежде Кокандское ханство заставило киргизских манапов признать вассальную зависимость. Кокандский хан одаривал хана Ормона ценными подарками, присвоил звание «парваначы». Однако, в общем и целом, кокандская сила таяла, растрачивая себя в бесконечных дворцовых переворотах и междоусобных войнах. К тому же Коканд терпел частые набеги со стороны киргизских племён и притеснения со стороны Бухарского ханства, а также со стороны Цинской империи.
К началу 1840-х годов Ормон-манап управлял племенами саяк и сарбагыш, потратил много сил на объединение племён солто, черик, чонбагыш, кушчу, саруу и других северных киргизских племен. Ормон-хану удалось нанести ряд сокрушительных ударов кокандским и цинским войскам после чего его авторитет среди киргизской знати резко возрос.
Летом 1842 года в местности Кутмалды (на западном берегу Иссык-Куля) Ормон-манап созвал Курултай, на котором собралось вся киргизская знать. Прибыли бии (правители) племён:
- Сарыбагыш (Ормон, Торе-гельди, Жантай),
- Бугу (Боромбай, Балбай-батыр, Мурат-алы),
- Жантай (Мигназар),
- Жетиген (Медербек),
- Саяк (Медет, Качыке, Чыны),
- Саруу (Ажыбек),
- Черик,
- Калпак,
- Жангарач,
- Алыбек,
- Солто,
- Кушчу.

Прибыли и послы Кокандского ханства. На Курултае Ормон, подняв вопрос о единстве киргизского народа, о притеснениях со стороны Коканда, о приближении русских форпостов, предложил избрать ханом всех киргизов. Участники Курултая поддержали идею единства. По предложению Жантая и Качыке, избрали ханом Ормона. На Курултае произошла коронация новоизбранного монарха. Соблюдая древний обряд, Ормона посадили на белую кошму, зарезали на «Ай-Туяк» белую кобылу. А вместо венца надели на голову манапа тебетей с красным верхом.
Курултай утвердил символы ханства:
- «Туу» (знамя),
- «меер» (печать),
- «бийлик-курамы» (структура власти),
- «жаза» (кара),
- «айып» (штраф),
- «олчомдору» (меры наказания и взыскания за преступления и повинности),
- «туяк-пул» (таможенные взимания за прохождение караванов и прогон скота),
- «коншулук мамиле» (отношения с сопредельными государствами).

Ормон издал «Декрет», который гласил:
По всей Киргизской земле шапку с красным верхом будет носить только один человек — Ормон-хан.
 Устанавливались следующие меры взыскания на преступления: за убийство человека — выкуп (кун) в 300 лошадей, за покушение на чужую жену — 40 лошадей; за кражу — 9 лошадей. В знак твердости и незыблемости Декрета перед народом по древним обрядам была принята клятва резанием прута.

Об этом событии советский историк С. М. Абрамзон так писал в очерке «У истоков манапства»: 
Последний раз в истории киргизского народа сделана попытка политического объединения. Это был протест феодального общества с полунатуральной кочевой скотоводческо-экономической базой, против начинающего проникать в него и разъедать его основу, торгового капитализма.

Ханским главнокомандующим Ормон назначил своего близкого родственника Торегелди (Төрөгелди), а главным советником стал Калыгул-олуя. 
Опору феодальной власти составляла военная организация, весьма искусно приспособленная к частым оборонам и нападениям. Кроме личной охраны Ормон-хана, состоявшей из 30 самых метких стрелков, вооруженных фитильными ружьями («чампан») и находившейся под начальством сына Ормон-хана Чаргына, имелся главнокомандующий вооруженными силами Торегелди, слывший батыром среди киргизов и располагавший не только собственной дружиной, но и всеми вооруженными силами в случае военных столкновений. В те времена возле каждой юрты стояла оседланная лошадь и воткнутая в землю пика. В распоряжении армии была специальная военная мастерская. Во время походов «армию» сопровождал военный оркестр из медного духового инструмента, похожего на фанфару - «керней» и двух деревянных флейт — «сурнай». Играл на них отец знаменитого Сагынбая — сказителя поэмы «Манас».
 — писал Абрамзон.
Советский историк Б. Д. Джамгерчинов писал:

Хотя Ормон-хан и считал себя ханом всех киргизов, в действительности другие киргизские племена, кроме Сарыбагыш, Саяк и Бугу, фактически не признавали его власти, хотя формально не протестовали против именования его этим титулом. Только во время наступления султана Кенесары на киргизов все киргизские племена, кроме южных, сплотились вокруг Ормон-хана, придавая его ханской власти некоторую видимость.
По мнению другого советского историка Е. Б. Бекмаханова, Ормон не был общенациональным лидером. Однако его идея объединения киргизов находила поддержку среди населения. Это отразилось и в киргизском фольклоре, особенно в контексте появления фигуры Кенесары Касымова.

## Война с Кокандом
В 1842—1844 годах северные киргизы подняли успешное восстание против Кокандского ханства. Войсками Ормон-хана был захвачен ряд кокандских крепостей, таких, как Пишпек, Токмак, Каракол, Джумгал, Куртка, Балыкчы и другие; ханскими войсками также был захвачен «замок кокандского хана» в Кутмалды, этими действиями Ормон-хан дал понять, что он отныне равен кокандскому Худояр-хану. Уже к 1844 году Ормон-ханом были захвачены либо разрушены все кокандские крепости на территории современных Чуйской, Таласской, Нарынской и Иссык-Кульской областей.

## Война с Кенесары Касымовым

### Предыстория войны
В 1845—1846 годах, Кенесары Касымов прорвавшись из Балхашского окружения, ушёл в земли Семиречья, откуда он совершил своё первое нападение на киргизов долины Чу. Кенесары посылал своих посланников к киргизским манапам, с требованиями уплатить ему дань и признать его власть как хана. Получив отказ, отряды Кенесары начали совершать набеги по территории северного Кыргызстана, казахские отряды располагались в районах Жиренайгыр, Курты, Ыргайты, Узун-Агач и Каргалы, откуда они совершали нападения на киргизские поселения.
По другой версии, Кенесары перенаправился через реку Или, пошёл на правый берег реки Чу и занял, рядом с киргизами, урочища Жиренайгыр, Курты, Ыйгайты, Каргалы и Узунагач. Цель передвижения и сношений Кенесары была следующая: подчинить себе киргизов и Старший жуз, жить в мире с Российской империей и Китаем. Но манапы киргизов, посоветовавшись между собой, отказали в подчинении.
После ряда кровавых стычек между войсками Кенесары Касымова и кыргызскими племенами, кыргызы отправили послов во главе с Тынали-бием с предложением о мире. Однако, несмотря на мирные намерения кыргызов, Кенесары принял решение казнить послов. В числе пленников оказался и сам Тынали-би.
Между тем Кенесары требовал от киргизов «соблюсти обряды покорности», то есть, признать его власть. Не удержался он и от прямых угроз по адресу тех, кто не признал его власти. Киргизские манапы, прочитав письмо Кенесары, собрали киргизов и на общем совещании приняли решение не подчиняться Кенесары. Получив это известие, Кенесары созвал всех датка, биев и батыров Старшего жуза и объявил им решение киргизов, спрашивая совета. Передовые люди Старшего жуза сказали: «Соберём ополчение от всех киргизов и очистим совершенно эти места от кара-киргизов».

### Вторжение Кенесары в пределы Кыргызстана
В 1847 году Кенесары вторгся в пределы Кыргызстана. Его репрессии обрушились на киргизский народ. Им сжигались целые аулы, не щадил ни женщин, ни детей. В ходе столкновений войсками Ормон-хана был разбит «первый Кенесаринский отряд» в 5-тысяч человек под командованием Худайменды-султана.
В апреле 1847 года киргизы под командованием Ормон-хана разгромили 20-тысячное войско Кенесары в битве при Майтобе. Однако в ходе сражения произошло предательство со стороны двух султанов — Рустема и Сыпатая, которые увели часть войска Кенесары, после чего Ормон-хан организовав преследование войск, перебил остатки войска Кенесары в районах местности Мыкан. В плен к войску Ормону попали около 32 султанов, в том числе и сам Кенесары, после нескольких месяцев плена Кенесары и его султаны были казнены.
В ту ночь, перед решающим сражением, в темноте, часть войска Кенесары дезертировала; узнав об этом, и остальное войско разбежалось. Ночь была до того темна, что не видели друг друга и невозможно было остановить кого-либо.

### После казни Кенесары
В 1847 году 22 августа (3 сентября) 1847 года, сразу же после смерти Кенесары, в крепости Копалы собрались северокиргизские манапы и казахские султаны и бии Старшего жуза. Они подписали мирный договор, в котором обязались жить дружно и в спокойствии, прекратить грабёж, баранту, смертоубийства.
Разгром войска Кенесары, его пленение Ормон-ханом и казнь были с одобрением восприняты и в России, и в Коканде. Российское правительство было удовлетворено тем, что избавилось от Кенесары, и наградило золотыми медалями Ормон-хана и Джантая и пожаловав им халаты, расшитые золотом. Также были награждены золотыми медалями 13 воинов, сумевших взять в плен Кенесары и его сподвижников Даирбека, Калча и Аксакала.

## Внешняя политика
Почти сразу же после битвы при Майтобе, 10-тысячное киргизское войско под командованием Ормон-хана и манапа Убайдаллаха разбило 4-тысячный цинский отряд, посланный цзянь-цзюнем со стороны Или.
В 1851 году Ормон-хан со своими людьми перейдя форсировав перевал Чилик вступил на правый берег реки Или, позднее, в своем письме к русским властям он отмечал большую трудность этого перехода из за зимних условий. 
11 мая 1852 года западно-сибирское генерал-губернаторство сообщало в азиатский департамент МИД Российской империи о «домогательствах крупного киргизского манапа Урмана» на земли Большой орды (Старшего жуза). 23 февраля 1852 года Ормон-хан совершил новую экспедицию в Заилийский край, изначально, русские власти собирались утвердить эти земли за киргизами, приняв в месте с этим Ормонова ханство в формальное покровительство России. Однако, в конечном счёте действия Ормона были расценены мешающими интересам России в регионе, 3 июля 1852 года русским войскам под командованием Г. Х. Гасфорда было поручено мирно выдворить Ормон-хана с занятых им территорией, и под давлением русских отрядов Ормон-хан был вынужден вернуться в свои владения.

## Плен и смерть
После пленения Ормон некоторое время содержался как почётный военнопленный. Боромбай хотел отпустить Ормона на некоторых условиях, с обещанием больше не нападать на его земли. Но один из бугинских предводителей, Балбай-батыр, который был давним недругом хана, узнав об этом, убил Ормона. 
Смертельно раненный и сбитый копьём с лошади Ормон был перенесён в юрту сына Бурумбая Омурзака и умер на руках его жены и своей любимой дочери.
 — писал П. П. Семёнов-Тян-Шанский. Смерть Ормон-хана в 1854 году привела к полному падению Киргизского ханства.
В 1860 году русские войска под начальством полковника Циммермана выбили кокандцев из крепостей Пишпек и Токмак и распространили власть Российской империи и на кара-киргизские земли.

## Память
- В Кочкорском районе открыт памятник Ормон-хану в честь его 230 летия[27].
- В Бишкеке установлен памятник Ормон-хану.[28]